# Chrysophlegma
Chrysophlegma és un gènere d'ocells de la família dels pícids (Picidae).

## Llista d'espècies
Aquest gènere està format per 4 espècies:
- picot de clatell groc gros (Chrysophlegma flavinucha).
- picot de clatell groc d'Indonèsia (Chrysophlegma humii).
- picot de clatell groc de Java (Chrysophlegma mentale).
- picot de clatell groc vermell (Chrysophlegma miniaceum).